# Franz Korwan

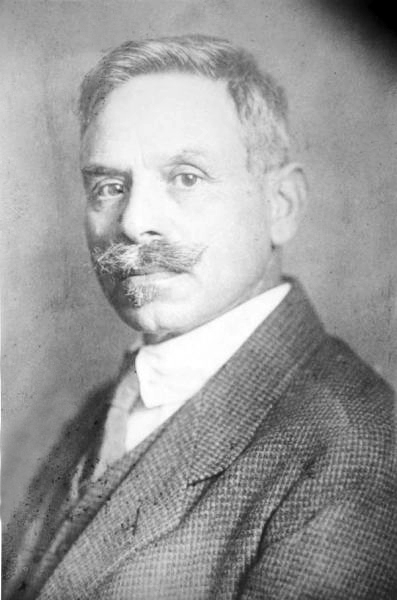
Franz Korwan (Sally Katzenstein)

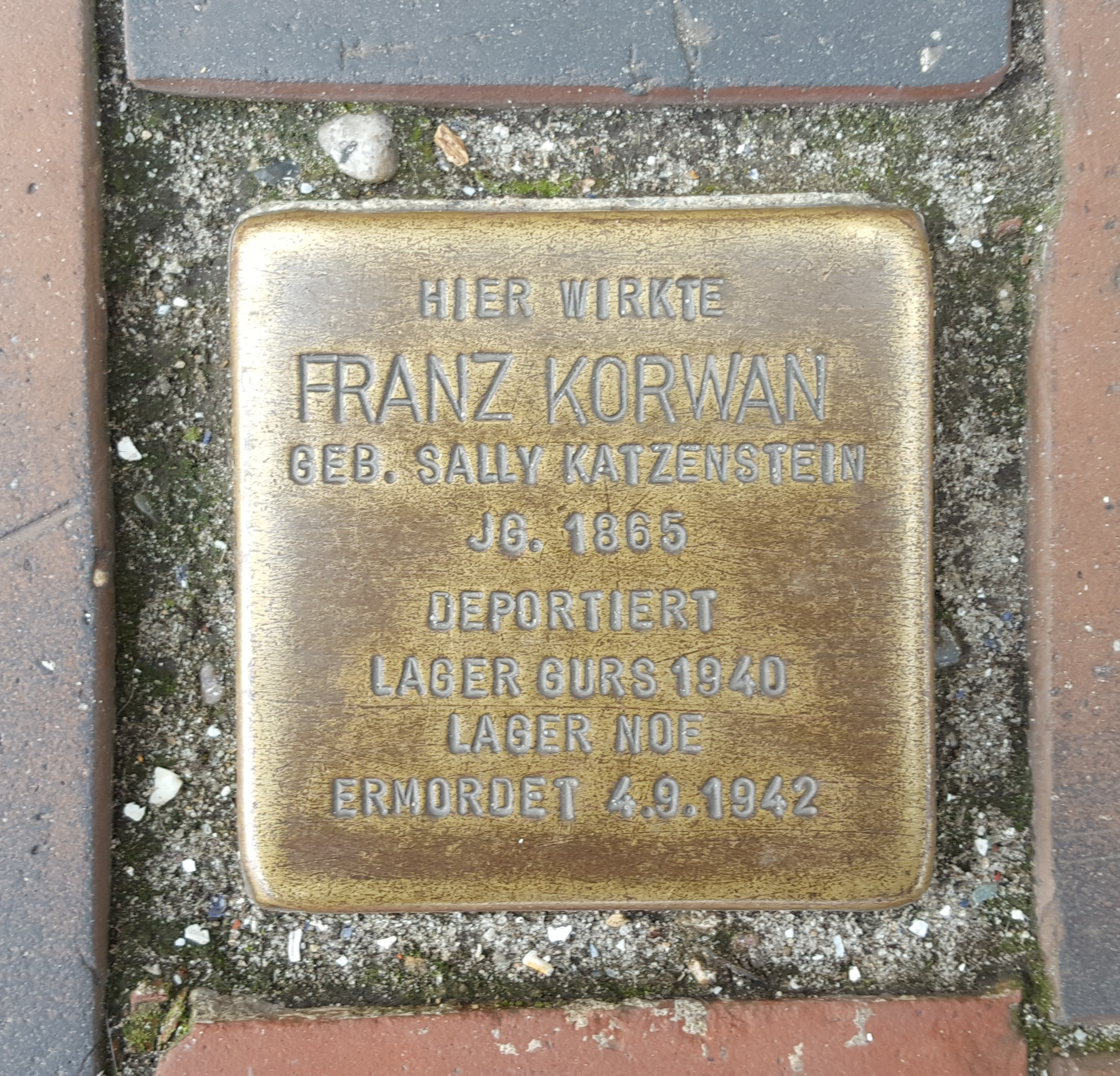
Placa conmemorativa en Westerland

Franz Korwan (nombre artístico), nacido como Sally Katzenstein, (n. el 27 de octubre de 1865 en Heinebach en el actual municipio de Alheim (cerca de Melsungen y Kassel), Hesse, Alemania; † 4 de septiembre de 1942 en el campo de internamiento de Noé (Alto Garona) cerca de Toulouse, Francia ) fue un pintor paisajista alemán y político local de Sylt. Se le cuenta dentro de la escuela de pintura de Düsseldorf.

## Vida
Franz Korwan (que oficialmente llevó este nombre artístico desde 1924 después de la aprobación ministerial) nació con el nombre de Sally Katzenstein el 27 de octubre de 1865 en Heinebach como hijo de Baruch Katzenstein y su esposa Jenni Wolff. Franz Korwan era un judío que más tarde, en 1908, se convirtió a la fe protestante. Sus antepasados Katzenstein habían vivido en Heinebach-Alheim durante varias generaciones. En ese momento, el pequeño pueblo tenía una comunidad judía desde mediados del siglo XVI (1861: 80 personas) con una sinagoga y una escuela primaria israelí. 
A partir de 1887, Korwan estudió durante dos años con Eugen Dücker en la Academia de Düsseldorf y llegó a Sylt por primera vez en 1888 con su clase de pintura. Posteriormente realizó viajes de estudio a Italia, pasando una larga temporada en Florencia. Estudió durante dos años más en la Academia de Berlín en la década de 1890 como alumno de maestría del famoso Eugen Bracht. 
Después Korwan vivió alternativamente en Westerland, Berlín y Hamburgo. Abrió su estudio en Westerland para los adinerados residentes del spa y dio fiestas para invitados prominentes. A partir de 1890 envió cuadros a las grandes exposiciones en Múnich y Berlín con motivos de Sylt. Korwan estuvo muy involucrado en la política local en Sylt. Entre otras cosas, hizo campaña para que Westerland recibiera los derechos de ciudad a partir de 1905. Korwan fue miembro de la junta directiva de Sylter Dampfschifffahrt-Gesellschaft, organizó y administró la caja de ahorros municipal y fue elegido dos veces concejal de la comunidad de Westerland. Se comprometió a estimular el turismo y diseñó numerosas ilustraciones para carteles, postales y folletos publicitarios de Sylt. El matrimonio de 1894 con Franziska Achenbach de Alemania Occidental (su hija Erna nació en 1895) terminó en divorcio en 1920. En 1921, Korwan se trasladó de Westerland a Keitum para vivir con su patrón, el judío de Hamburgo y hombre de negocios Julius Saenger, en un piso antiguo con estudio. Después de la muerte de Saenger en 1929, Korwan vivió junto a su viuda Elsa Saenger. En 1937, Korwan abandonó la isla de Sylt junto con Elsa Saenger y se trasladó a Wiesbaden y más tarde a Baden-Baden. En 1940 fue detenido en Baden-Baden y deportado al campo de internamiento de Gurs (noreste de los Pirineos, sur de Francia), posteriormente al campo de tránsito de Noé (sur de Toulouse), Francia, donde murió en 1942.

## Temas
Franz Korwan trabajó principalmente como pintor de paisajes impresionista. Encontró sus motivos principalmente en la costa de la isla de Sylt, en el Mar del Norte, sus dunas y brezales, en vistas marítimas y representaciones de las granjas rurales de la isla, a menudo con rebaños de ovejas, yuntas de vacas, etc.
Complementó la paleta de luz plateada típica de muchos pintores de la Escuela de Pintura de Düsseldorf con otros tonos más fuertes, especialmente en los ambientes nocturnos. La pintura de Korwan está fuertemente influenciada por el impresionismo, que es particularmente evidente en la representación del agua y el cielo y las nubes. Rara vez aparecen personas reconocibles en su obra y solo se conocen algunos retratos de su mano.

## Exposiciones (selección)

### Exposiciones individuales
- Franz Korwan. "Dejó la isla con el corazón apesadumbrado..." , Sylter Heimatmuseum, hoy Sylt Museum, Keitum 2015.

### Exposiciones colectivas
- Isla de los artistas de Sylt, Museo Estatal de Schleswig-Holstein, Castillo de Gottorf, Schleswig 1983/84.
- Nuevas adquisiciones e imágenes del inventario de Söl'ring Foriining, con Albert Aereboe, Andreas Dirks, Otto Eglau, Carl Christian Feddersen, CP Hansen, Richard Kaiser, Hugo Köcke, Ingo Kühl, Walther Kunau, Dieter Röttger, Siegward Sprotte, Helene Varges, Magnus Weidemann y a., Sylter Heimatmuseum, hoy Sylt Museum, Keitum 2003.

## Obras en colecciones
La mayoría de sus obras, generalmente al óleo sobre tabla o lienzo, se encuentran ahora en colecciones privadas. Sus motivos agradables, el colorido notable, la luz del norte, su biografía especial que está fuertemente entrelazada con Sylt determinan el continuo interés y demanda por las obras de Korwan. Las obras de Korwan encuentran regularmente a sus amantes y coleccionistas en el comercio de arte de Sylt y en conocidas casas de subastas en el norte de Alemania y Dinamarca.
Obras notables en colecciones públicas son las de la colección de arte del municipio de Sylt y dos obras en el Museo de la Comunicación de Frankfurt, incluida la pintura al óleo "Postbeförderung entre Hoyer y Sylt" de 1892, que representa el correo siendo transportado por un barco de hielo sobre las marismas heladas en los inviernos severos.

En 1908, Korwan restauró la antigua casa de Frisia en Keitum, que todavía sirve como museo local, creó la pintura interior de la iglesia de St. Severin (Keitum) con adornos florales y constelaciones en 1913 y diseñó el cartel del balneario de Westerland en el Mar del Norte alrededor de 1902. Korwan también creó postales con vistas de Sylt.

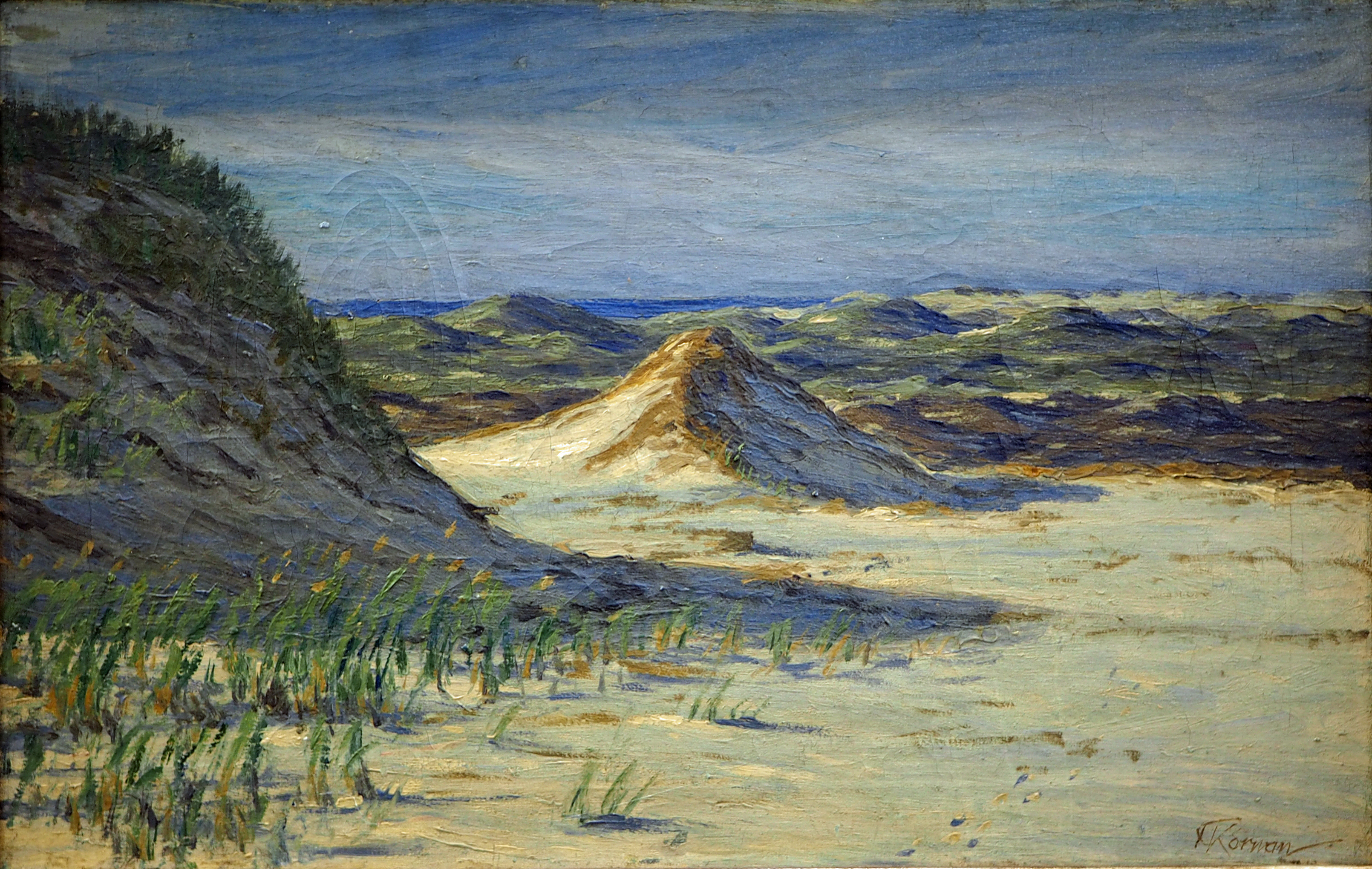
Dunas de Sylt, óleo sobre lienzo, sin fecha, Dr. Fundación Axe (Bonn)
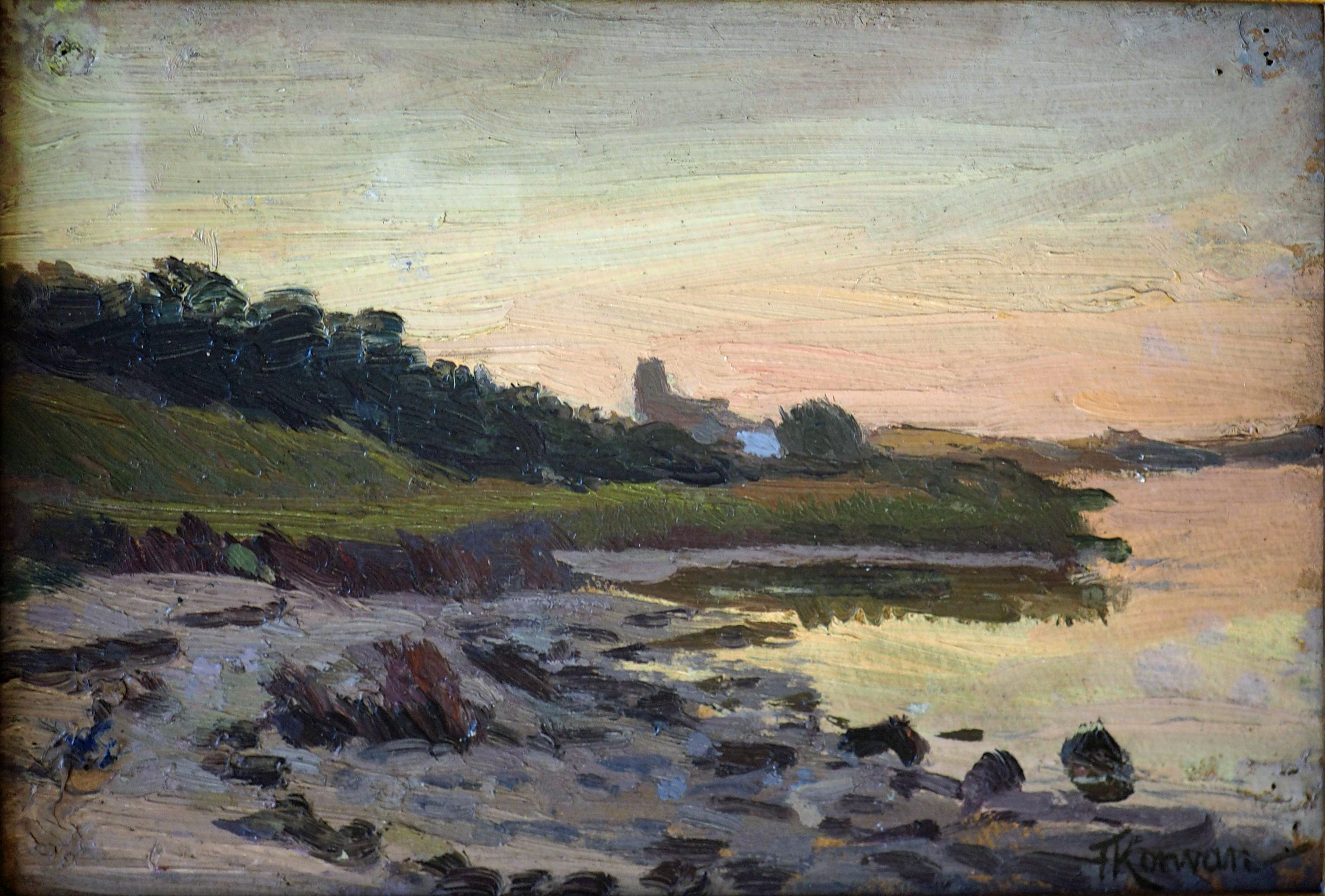
Playa al atardecer con vistas a St. Severin, Keitum, Dr. Fundación Axe (Bonn)
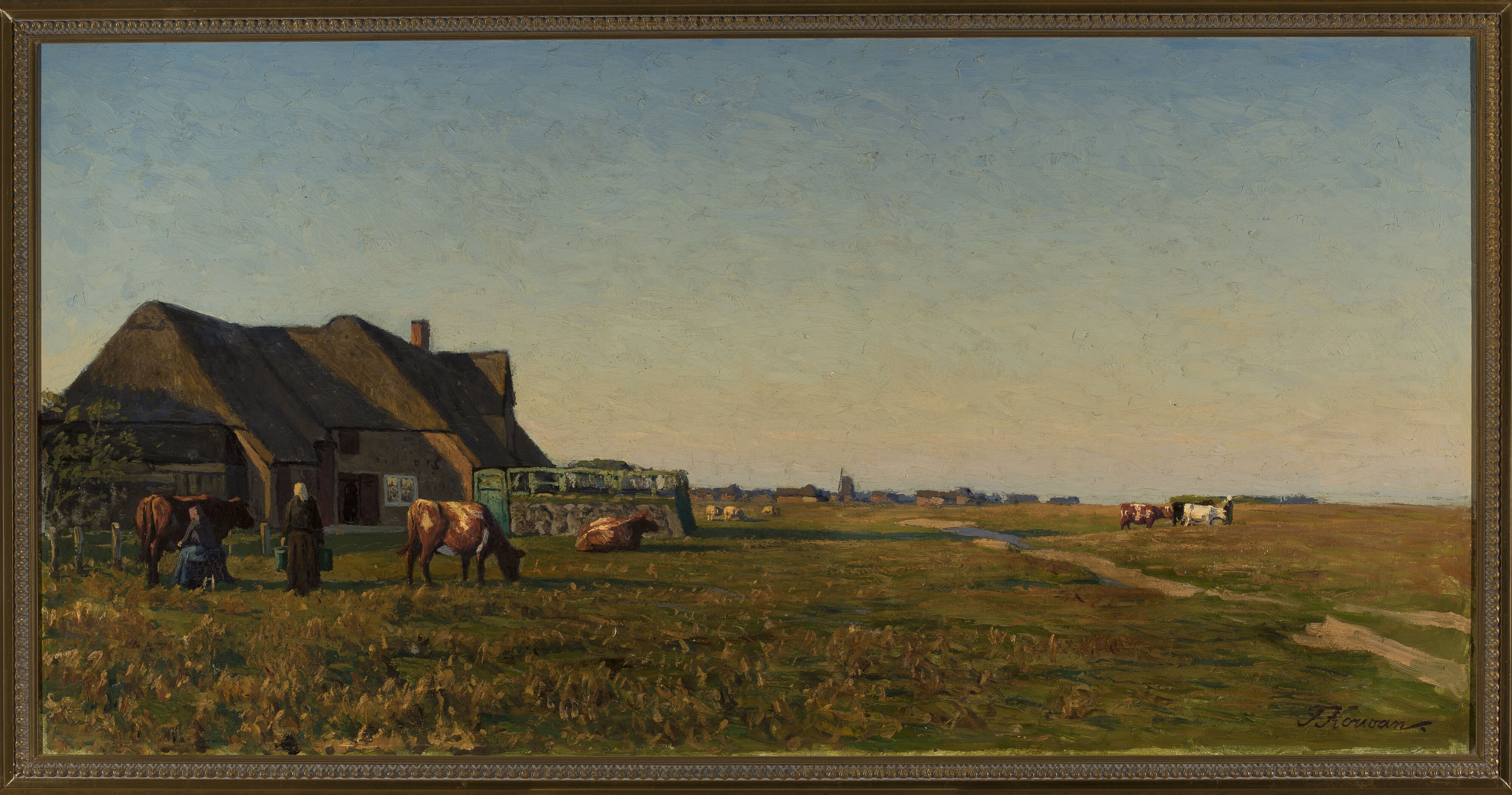
Franz Korwan - Landscape with a farmyard - M.Ob.2019 MNW - National Museum in Warsaw
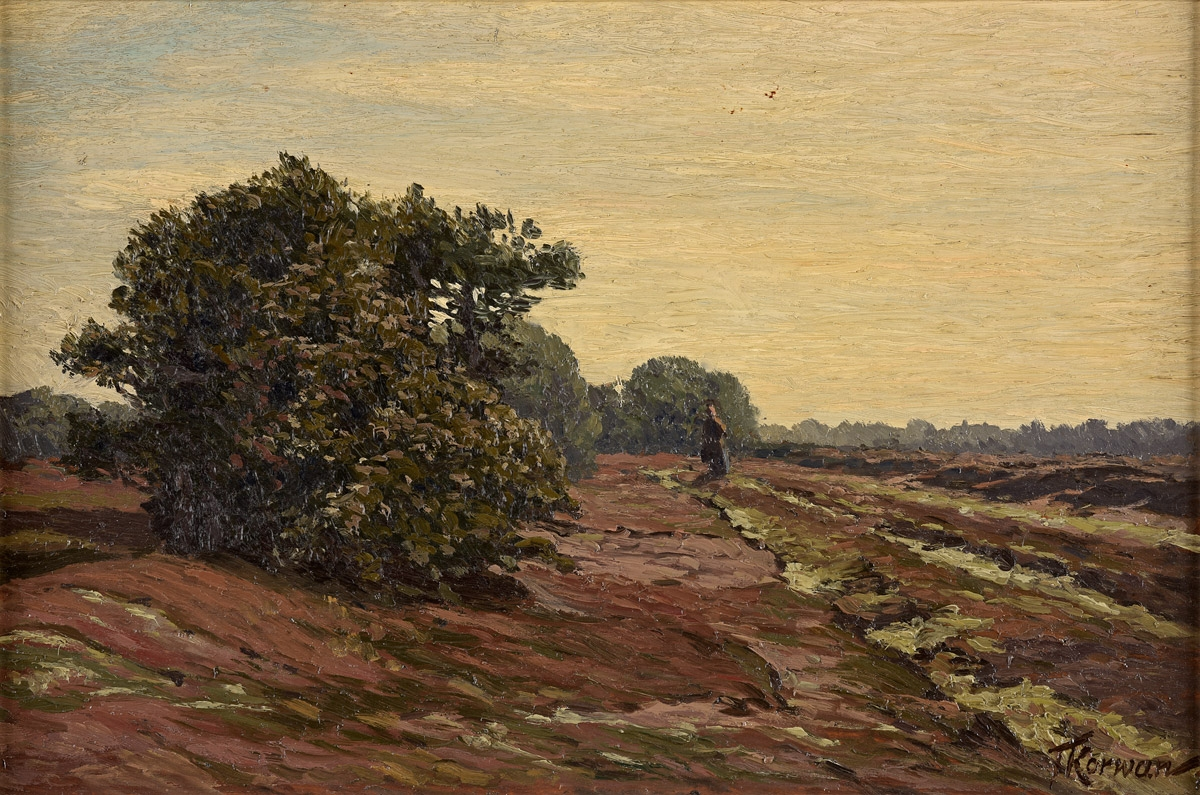
Franz Korwan Herbstlandschaft
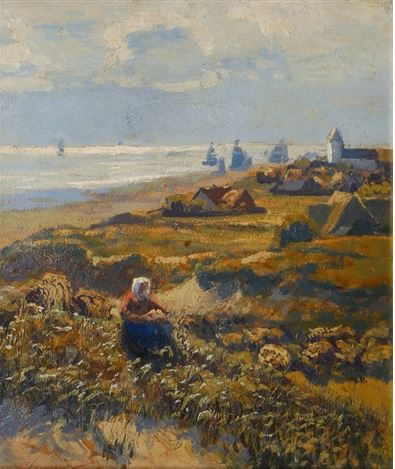
Korwan-Coastal
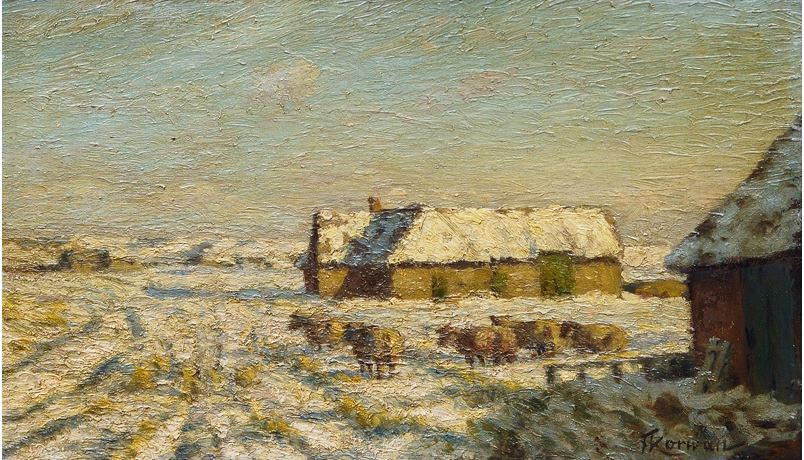
Korwan-Winter.
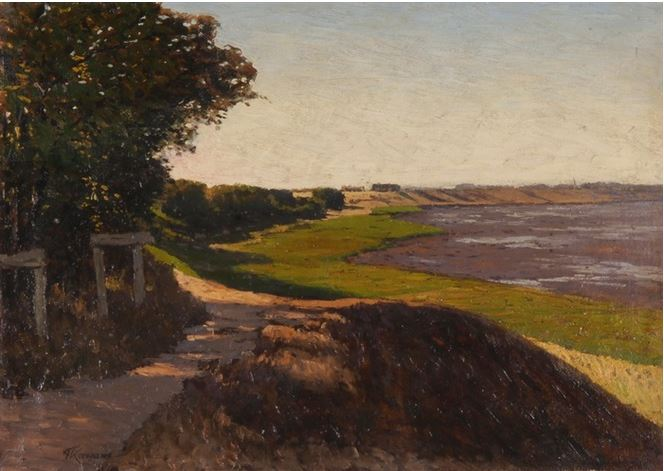
Kowan-Bay

## Recuerdos
- En el sur de Westerland en Sylt está el Franz-Korwan-Weg al borde de la zona residencial.
- Hay una piedra conmemorativa ( Stolperstein ) para Franz Korwan en Strandstraße 12 en Westerland, frente a su primer estudio. Otros están en Keitum y Baden-Baden.
- Para su 150 aniversario el museo de historia local de Keitum/Sylt organizó una exposición especial de mayo a octubre de 2015.

## Enlaces web
- 50 imágenes de Franz Korwan en www.artnet.de
- https://verlorene-generation.com/kuenstler/franz-korwan/